# Gran Premio del Canada 1995
Il Gran Premio del Canada 1995 fu una gara di Formula 1, disputatasi l'11 giugno 1995 sul Circuito di Montréal. Fu la sesta prova del mondiale 1995 e vide l'unica vittoria in carriera di Jean Alesi su Ferrari, seguito da Rubens Barrichello e da Eddie Irvine, entrambi su Jordan-Peugeot.

## Qualifiche
| Pos | N  | Pilota                   | Costruttore/Motore | Tempo    | Gap    |
| --- | -- | ------------------------ | ------------------ | -------- | ------ |
| 1   | 1  | Michael Schumacher       | Benetton-Renault   | 1:27.661 |        |
| 2   | 5  | Damon Hill               | Williams-Renault   | 1:28.039 | +0.378 |
| 3   | 6  | David Coulthard          | Williams-Renault   | 1:28.091 | +0.430 |
| 4   | 28 | Gerhard Berger           | Ferrari            | 1:28.189 | +0.528 |
| 5   | 27 | Jean Alesi               | Ferrari            | 1:28.474 | +0.813 |
| 6   | 2  | Johnny Herbert           | Benetton-Renault   | 1:28.498 | +0.837 |
| 7   | 8  | Mika Häkkinen            | McLaren-Mercedes   | 1:28.910 | +1.249 |
| 8   | 15 | Eddie Irvine             | Jordan-Peugeot     | 1:29.021 | +1.360 |
| 9   | 14 | Rubens Barrichello       | Jordan-Peugeot     | 1:29.171 | +1.510 |
| 10  | 7  | Mark Blundell            | McLaren-Mercedes   | 1:29.641 | +1.980 |
| 11  | 26 | Olivier Panis            | Ligier-Mugen-Honda | 1:29.809 | +2.148 |
| 12  | 30 | Heinz-Harald Frentzen    | Sauber-Ford        | 1:30.017 | +2.356 |
| 13  | 9  | Gianni Morbidelli        | Footwork-Hart      | 1:30.159 | +2.498 |
| 14  | 25 | Martin Brundle           | Ligier-Mugen-Honda | 1:30.255 | +2.594 |
| 15  | 4  | Mika Salo                | Tyrrell-Yamaha     | 1:30.657 | +2.996 |
| 16  | 3  | Ukyo Katayama            | Tyrrell-Yamaha     | 1:31.382 | +3.721 |
| 17  | 23 | Pierluigi Martini        | Minardi-Ford       | 1:31.445 | +3.784 |
| 18  | 29 | Jean-Christophe Boullion | Sauber-Ford        | 1:31.838 | +4.177 |
| 19  | 24 | Luca Badoer              | Minardi-Ford       | 1:31.853 | +4.192 |
| 20  | 16 | Bertrand Gachot          | Pacific-Ford       | 1:32.841 | +5.180 |
| 21  | 17 | Andrea Montermini        | Pacific-Ford       | 1:32.894 | +5.233 |
| 22  | 10 | Taki Inoue               | Footwork-Hart      | 1:32.995 | +5.334 |
| 23  | 22 | Roberto Moreno           | Forti-Ford         | 1:34.000 | +6.339 |
| 24  | 21 | Pedro Diniz              | Forti-Ford         | 1:34.982 | +7.321 |

## Gara

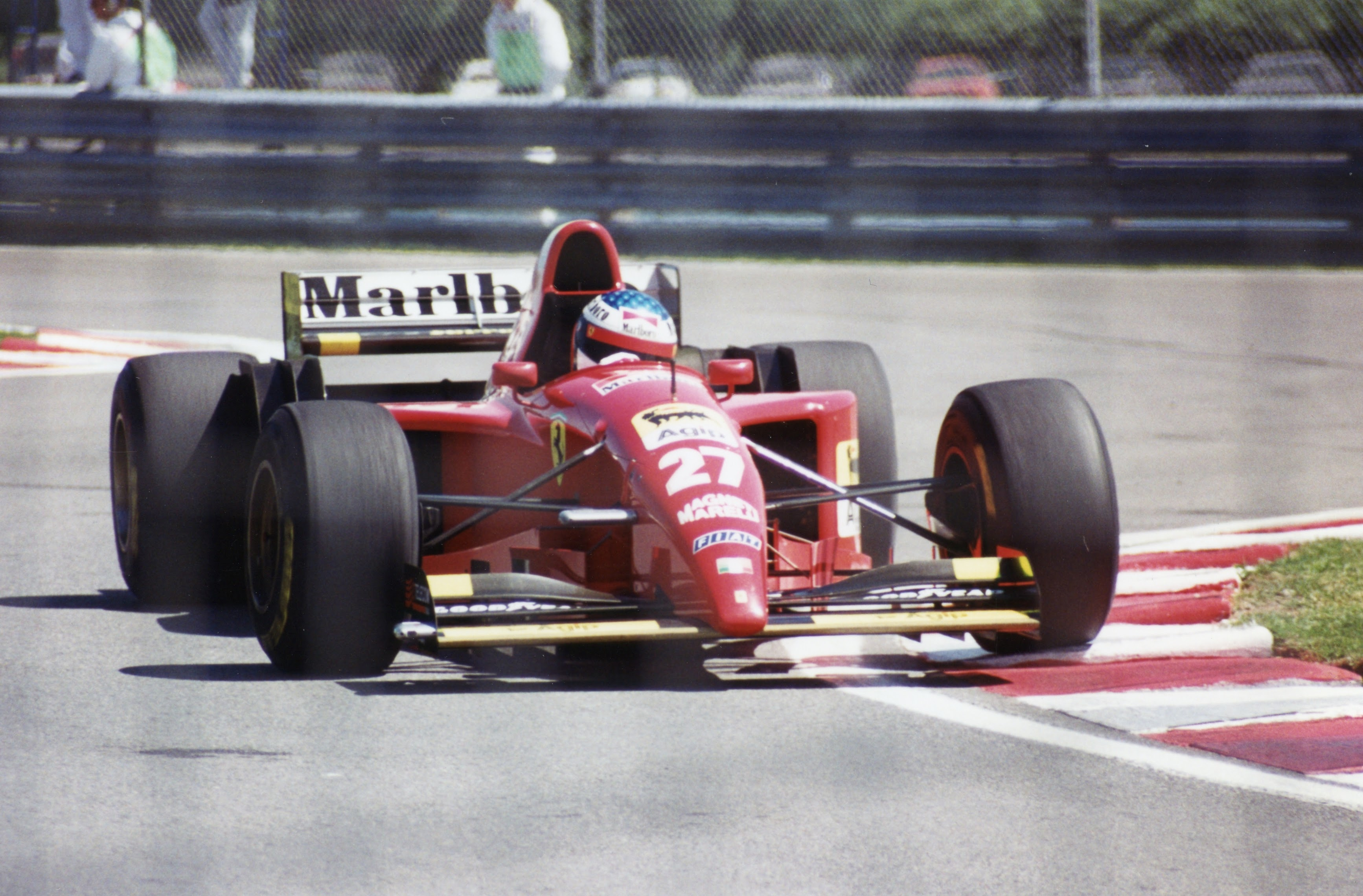
Jean Alesi corre verso la sua prima ed unica vittoria in Formula 1.

### Resoconto
Al via Schumacher mantenne la sua posizione, poi Herbert e Hakkinen si toccarono all'Epingle. Mentre era in terza posizione, al secondo giro, Coulthard si dovette ritirare a causa di un testacoda. Le Ferrari passarono Hill e avanzarono in seconda e terza posizione, ma al pit stop Berger, al terzo posto, ebbe dei problemi. Pure Schumacher, in testa, dovette fare un'ulteriore sosta e ripartì al settimo posto, così Alesi passò in testa. Quando mancavano pochi giri al termine, Berger toccò la Ligier di Brundle nel tentativo di ottenere il quinto posto, che andò a Schumacher per il ritiro di entrambi. Alesi festeggia così la sua prima (ed unica) vittoria in carriera, oltretutto nel giorno del suo 31º compleanno; trionfale fu il suo giro d'onore a cavallo della Benetton di Schumacher al rientro box, poiché rimasto senza carburante all'altezza della curva Epingle du casino. Seguirono sul podio (rispettivamente) le Jordan di Barrichello ed Irvine, al primo podio in carriera.

### Risultati
| Pos | N. | Pilota                   | Costruttore/Motore | Giri | Tempo/Ritiro              | Griglia | Punti |
| --- | -- | ------------------------ | ------------------ | ---- | ------------------------- | ------- | ----- |
| 1   | 27 | Jean Alesi               | Ferrari            | 69   | 1:46:31.333               | 5       | 10    |
| 2   | 14 | Rubens Barrichello       | Jordan-Peugeot     | 69   | +31.687                   | 9       | 6     |
| 3   | 15 | Eddie Irvine             | Jordan-Peugeot     | 69   | +33.270                   | 8       | 4     |
| 4   | 26 | Olivier Panis            | Ligier-Mugen-Honda | 69   | +36.506                   | 11      | 3     |
| 5   | 1  | Michael Schumacher       | Benetton-Renault   | 69   | +37.060                   | 1       | 2     |
| 6   | 9  | Gianni Morbidelli        | Footwork-Hart      | 68   | +1 Giro                   | 13      | 1     |
| 7   | 4  | Mika Salo                | Tyrrell-Yamaha     | 68   | +1 Giro                   | 15      |       |
| 8   | 24 | Luca Badoer              | Minardi-Ford       | 68   | +1 Giro                   | 19      |       |
| 9   | 10 | Taki Inoue               | Footwork-Hart      | 67   | +2 Giri                   | 22      |       |
| 10  | 25 | Martin Brundle           | Ligier-Mugen-Honda | 61   | Collisione con G.Berger   | 14      |       |
| 11  | 28 | Gerhard Berger           | Ferrari            | 61   | Collisione con M.Brundle  | 4       |       |
| Ret | 23 | Pierluigi Martini        | Minardi-Ford       | 60   | Acceleratore              | 17      |       |
| Ret | 22 | Roberto Moreno           | Forti-Ford         | 54   | Sistema benzina           | 23      |       |
| Ret | 5  | Damon Hill               | Williams-Renault   | 50   | Cambio                    | 2       |       |
| Ret | 7  | Mark Blundell            | McLaren-Mercedes   | 47   | Motore                    | 10      |       |
| Ret | 3  | Ukyo Katayama            | Tyrrell-Yamaha     | 42   | Motore                    | 16      |       |
| Ret | 16 | Bertrand Gachot          | Pacific-Ford       | 36   | Batteria                  | 20      |       |
| Ret | 30 | Heinz-Harald Frentzen    | Sauber-Ford        | 26   | Motore                    | 12      |       |
| Ret | 21 | Pedro Diniz              | Forti-Ford         | 26   | Cambio                    | 24      |       |
| Ret | 29 | Jean-Christophe Boullion | Sauber-Ford        | 19   | Testacoda                 | 18      |       |
| Ret | 17 | Andrea Montermini        | Pacific-Ford       | 5    | Cambio                    | 21      |       |
| Ret | 6  | David Coulthard          | Williams-Renault   | 1    | Testacoda                 | 3       |       |
| Ret | 2  | Johnny Herbert           | Benetton-Renault   | 0    | Collisione con M.Hakkinen | 6       |       |
| Ret | 8  | Mika Häkkinen            | McLaren-Mercedes   | 0    | Collisione con J.Herbert  | 7       |       |

## Classifiche Mondiali

### Piloti
| Pos | Pilota                | Punti |
| --- | --------------------- | ----- |
| 1   | Michael Schumacher    | 36    |
| 2   | Damon Hill            | 29    |
| 3   | Jean Alesi            | 24    |
| 4   | Gerhard Berger        | 17    |
| 5   | Johnny Herbert        | 12    |
| 6   | David Coulthard       | 9     |
| 7   | Rubens Barrichello    | 6     |
| 8   | Eddie Irvine          | 6     |
| 9   | Mika Häkkinen         | 5     |
| 10  | Olivier Panis         | 4     |
| 11  | Heinz-Harald Frentzen | 4     |
| 12  | Mark Blundell         | 3     |
| 13  | Gianni Morbidelli     | 1     |

### Costruttori
| Pos | Team               | Punti |
| --- | ------------------ | ----- |
| 1   | Ferrari            | 41    |
| 2   | Benetton-Renault   | 38    |
| 3   | Williams-Renault   | 32    |
| 4   | Jordan-Peugeot     | 12    |
| 5   | McLaren-Mercedes   | 8     |
| 6   | Ligier-Mugen-Honda | 4     |
| 7   | Sauber-Ford        | 4     |
| 8   | Footwork-Hart      | 1     |